# Mister Rogers' Neighborhood
 (septembre 2024).
Si vous disposez d'ouvrages ou d'articles de référence ou si vous connaissez des sites web de qualité traitant du thème abordé ici, merci de compléter l'article en donnant les références utiles à sa vérifiabilité et en les liant à la section « Notes et références ».
Mister Rogers' Neighborhood (parfois abrégé en Mister Rogers) est une série américaine pour la jeunesse créée et animée par Fred Rogers.
La série s'adresse principalement aux enfants d'âge préscolaire âgés de 2 à 5 ans. Produite à Pittsburgh, elle débute dans les années 1960, d'abord au Canada puis aux États-Unis, et se poursuit jusqu'aux années 2000. Elle compte 31 saisons et un total de 912 épisodes.
La série Le Village de Dany est inspirée de Mister Rogers' Neighborhood.